# Xylopia beananensis
Xylopia beananensis Cavaco & Keraudren – gatunek rośliny z rodziny flaszowcowatych (Annonaceae Juss.). Występuje endemicznie na Madagaskarze. 

## Morfologia
PokrójZimozielone drzewo dorastające do 10–25 m wysokości. Kora ma szarawą barwę. Młode pędy są owłosione.
LiścieMają eliptyczny kształt. Mierzą 7–8,5 cm długości oraz 3,5 szerokości. Wierzchołek jest spiczasty. Ogonek liściowy jest owłosiony i dorasta do 8 cm długości.
KwiatySą zebrane po 2–3 w kwiatostanach. Rozwijają się w kątach pędów. Działki kielicha są owłosione, mają owalnie trójkątny kształt i dorastają do 2–3 mm długości. Płatki mają lancetowaty kształt i dorastają do 16–18 mm długości. Są prawie równe, owłosione. Słupków jest 9 lub 10. Są owłosione i mierzą 1 mm długości.
OwoceZłożone z cylindrycznych rozłupni. Mają ciemnopurpurową barwę. Osiągają 5 cm długości oraz 0,5–0,8 cm średnicy.

## Biologia i ekologia
Rośnie w lasach